# Лестер, Терри
Терри Лестер (англ. Terry Lester; 13 апреля 1950, Индианаполис, США — 28 ноября 2003) — американский актёр, музыкант, композитор, наиболее известный по роли злодея Джека Эббота в сериале «Молодые и дерзкие».

## Биография
Терри Лестер родился в Индианаполисе, Индиана. Он окончил Southport High School и университет Депо в Гринкасле, Индиана.
Лестер начал играть в театре во время службы в армии, после решил переехать в Голливуд и заняться актёрской карьерой. Он отлично играл на пианино, пел и был хорошим актёром. После главных ролей в мыльных операх «Молодые и дерзкие» и «Санта-Барбара», он стал уделять больше времени театру и сочинению музыки.
Актёр умер у себя дома 28 ноября 2003 года от серии сердечных приступов.

## Фильмография
| Год       |    | Русское название                     | Оригинальное название              | Роль            |
| --------- | -- | ------------------------------------ | ---------------------------------- | --------------- |
| 1974      | ф  | Аэропорт 1975                        | Airport 1975                       | мистер Келли    |
| 1975      | с  | Варварский берег                     | Barbary Coast                      | Брет Холистер   |
| 1976      | с  | Ковчег II                            | Ark II                             | Джона           |
| 1978      | тф | Kiss встречают привидение парка      | Kiss Meets the Phantom of the Park | Сэм             |
| 1978      | с  | Высокий полёт                        | Flying High                        | Билли Боб       |
| 1979      | с  | Восьми достаточно                    | Eight Is Enough                    | Рид Эллис       |
| 1979      | с  | Даллас                               | Dallas                             | Руди Миллингтон |
| 1980      | тф | Смертельные игры                     | Once Upon a Spy                    | Руди            |
| 1980      | тф | —                                    | Characters                         | Стив Такер      |
| 1981—1989 | с  | Молодые и дерзкие                    | The Young and the Restless         | Джек Эбботт     |
| 1985      | тф | Гонконгский клинок                   | Blade in Hong Kong                 | Джо Блейд       |
| 1985      | с  | Отель                                | Hotel                              | Чед Уилер       |
| 1987      | тф | В целях самообороны                  | In Self Defense                    | Дэн Эдвардс     |
| 1989—1990 | с  | Санта-Барбара                        | Santa Barbara                      | Мейсон Кепвелл  |
| 1995—1994 | с  | Как вращается мир                    | As the World Turns                 | Ройс Келлер     |
| 1995      | с  | Звёздный путь: Вояджер               | Star Trek: Voyager                 | Харон           |
| 1997      | с  | Военно-юридическая служба            | JAG                                | Фред Холст      |
| 1997      | с  | Диагноз: убийство                    | Diagnosis: Murder                  | Джеффри Портер  |
| 1999      | с  | Крутой Уокер: Правосудие по-техасски | Walker, Texas Ranger               | Эрл Макмартин   |

## Награды и номинации
7 номинаций на премию «Эмми» (1984—1988) за роль Джека в сериале «Молодые и дерзкие» (номинации за главную мужскую роль и за «главного злодея»).